# Стойо Смилков
Стойо Трайков Смилков е български свещеник и революционер.

## Биография
Роден е през 1870 година в село Гавалянци, Кукушко. В периода 1894 – 1917 година е енорийски свещеник в Кукуш, в село Горно Броди, Сярско, във Воден, в село Челопечене, Софийско, в село Долно село, Кюстендилско, и игумен на Драгалевския манастир. Четник е в четата на Христо Чернопеев, участник в Илинденско-Преображенското въстание (1903). Член е на ръководството на Илинденската организация, завеждащ трудовото бюро на всички македонски организации в България. Умира през 1946 година.
Личният му архив се съхранява във фонд 1315К в Централен държавен архив. Той се състои от 114 архивни единици от периода 1890 – 1963 година.